# Contre-la-montre masculin aux championnats du monde de cyclisme sur route 2006
Navigation
2005 2007
Le contre-la-montre masculin aux championnats du monde de cyclisme sur route 2006 a lieu le 21 septembre 2006 à Salzbourg, en Autriche.

## Classement
|                           | Coureur                | Pays           |    | Temps              |
| ------------------------- | ---------------------- | -------------- | -- | ------------------ |
| Médaille d'or, monde      | Fabian Cancellara      | Suisse         | en | 1 h 00 min 11 s 75 |
| Médaille d'argent, monde  | David Zabriskie        | États-Unis     | +  | 1 min 29 s 97      |
| Médaille de bronze, monde | Alexandre Vinokourov   | Kazakhstan     | +  | 1 min 49 s 72      |
| 4                         | Brian Vandborg         | Danemark       | +  | 1 min 53 s 10      |
| 5                         | Sebastian Lang         | Allemagne      | +  | 2 min 08 s 85      |
| 6                         | Vasil Kiryienka        | Biélorussie    | +  | 2 min 13 s 65      |
| 7                         | Leif Hoste             | Belgique       | +  | 2 min 31 s 28      |
| 8                         | Michael Rogers         | Australie      | +  | 2 min 31 s 86      |
| 9                         | Andriy Grivko          | Ukraine        | +  | 2 min 45 s 03      |
| 10                        | Vladimir Gusev         | Russie         | +  | 2 min 53 s 71      |
| 11                        | Andrey Kashechkin      | Kazakhstan     | +  | 2 min 54 s 05      |
| 12                        | Raivis Belohvoščiks    | Lettonie       | +  | 2 min 57 s 36      |
| 13                        | Stijn Devolder         | Belgique       | +  | 2 min 57 s 87      |
| 14                        | José Iván Gutiérrez    | Espagne        | +  | 3 min 07 s 46      |
| 15                        | David Millar           | Royaume-Uni    | +  | 3 min 21 s 99      |
| 16                        | Vincenzo Nibali        | Italie         | +  | 3 min 27 s 01      |
| 17                        | David George           | Afrique du Sud | +  | 3 min 34 s 13      |
| 18                        | Robert Hunter          | Afrique du Sud | +  | 3 min 39 s 83      |
| 19                        | László Bodrogi         | Hongrie        | +  | 3 min 51 s 02      |
| 20                        | Marco Pinotti          | Italie         | +  | 3 min 52 s 81      |
| 21                        | Benjamin Day           | Australie      | +  | 3 min 53 s 42      |
| 22                        | Ryder Hesjedal         | Canada         | +  | 4 min 12 s 29      |
| 23                        | Peter Luttenberger     | Autriche       | +  | 4 min 12 s 82      |
| 24                        | Stef Clement           | Pays-Bas       | +  | 4 min 16 s 13      |
| 25                        | Gustav Larsson         | Suède          | +  | 4 min 23 s 46      |
| 26                        | Chris Baldwin          | États-Unis     | +  | 4 min 41 s 82      |
| 27                        | Andreas Klöden         | Allemagne      | +  | 4 min 42 s 21      |
| 28                        | Svein Tuft             | Canada         | +  | 4 min 45 s 57      |
| 29                        | Thomas Lövkvist        | Suède          | +  | 4 min 59 s 26      |
| 30                        | David O'Loughlin       | Irlande        | +  | 5 min 02 s 61      |
| 31                        | Alexandre Bespalov     | Russie         | +  | 5 min 05 s 62      |
| 32                        | Ondřej Sosenka         | Tchéquie       | +  | 5 min 15 s 38      |
| 33                        | Yuriy Krivtsov         | Ukraine        | +  | 5 min 16 s 21      |
| 34                        | Marlon Pérez           | Colombie       | +  | 5 min 27 s 37      |
| 35                        | Ruslan Ivanov          | Moldavie       | +  | 5 min 30 s 08      |
| 36                        | José Adrián Bonilla    | Costa Rica     | +  | 5 min 32 s 69      |
| 37                        | Denis Shkarpeta        | Ouzbékistan    | +  | 5 min 45 s 81      |
| 38                        | Matti Helminen         | Finlande       | +  | 5 min 55 s 23      |
| 39\|                      | David McCann           | Irlande        | +  | 6 min 01 s 39      |
| 40                        | František Raboň        | Tchéquie       | +  | 6 min 17 s 06      |
| 41                        | Christophe Kern        | France         | +  | 6 min 25 s 95      |
| 42                        | Joost Posthuma         | Pays-Bas       | +  | 6 min 37 s 14      |
| 43                        | Knut Anders Fostervold | Norvège        | +  | 6 min 40 s 17      |
| 44                        | Benoît Vaugrenard      | France         | +  | 6 min 42 s 55      |
| 45                        | Michael Schär          | Suisse         | +  | 6 min 44 s 76      |
| 46                        | Gregor Gazvoda         | Slovénie       | +  | 7 min 00 s 93      |
| 47                        | Thomas Rohregger       | Autriche       | +  | 7 min 34 s 86      |
| 48                        | Pedro Nicacio          | Brésil         | +  | 8 min 38 s 05      |
| 49                        | Erik Hoffmann          | Namibie        | +  | 8 min 42 s 32      |
| 50                        | Zoltán Remák           | Slovaquie      | +  | 9 min 05 s 05      |
| 51                        | Csaba Szekeres         | Hongrie        | +  | 9 min 05 s 90      |
| 52                        | Vitaly Kornilov        | Lettonie       | +  | 12 min 13 s 37     |
| non-partant               | Piotr Mazur            | Pologne        |    |                    |